# Ecuaciones de Pitzer
Las ecuaciones de Pitzer son importantes para la comprensión del comportamiento de los iones disueltos en aguas naturales como ríos, lagos y agua de mar.  Fueron descritos por primera vez por el químico físico Kenneth Pitzer. Los parámetros de las ecuaciones de Pitzer son combinaciones lineales de parámetros, de una expansión virial del exceso de energía libre de Gibbs, que caracteriza las interacciones entre los iones y el solvente. La derivación es termodinámicamente rigurosa a un nivel dado de expansión. Los parámetros pueden derivarse de diversos datos experimentales, como el coeficiente osmótico, los coeficientes de actividad de iones mixtos y la solubilidad de la sal. Se pueden usar para calcular los coeficientes de actividad de iones mixtos y las actividades de agua en soluciones de alta fuerza iónica para las cuales la teoría de Debye-Hückel ya no es adecuada. Son más rigurosos que las ecuaciones de la teoría de la interacción iónica específica (teoría SIT), pero los parámetros de Pitzer son más difíciles de determinar experimentalmente que los parámetros SIT. 

## Desarrollo histórico
Un punto de partida para el desarrollo puede tomarse como la ecuación de estado virial para un gas. 
{\displaystyle PV=RT+BP+CP^{2}+DP^{3}\dots }
donde {\displaystyle P}es la presión {\displaystyle V}es el volumen, {\displaystyle T}es la temperatura y {\displaystyle B,C,D}... son conocidos como coeficientes viriales.  El primer término en el lado derecho es para un gas ideal .  Los términos restantes cuantifican la desviación de la ley del gas ideal con la presión cambiante, {\displaystyle P}. La mecánica estadística puede demostrar que el segundo coeficiente virial surge de las fuerzas intermoleculares entre pares de moléculas, el tercer coeficiente virial implica interacciones entre tres moléculas, etc. Esta teoría fue desarrollada por McMillan y Mayer.
Las soluciones de moléculas no cargadas pueden tratarse mediante una modificación de la teoría de McMillan-Mayer.  Sin embargo, cuando una solución contiene electrolitos , también deben tenerse en cuenta las interacciones electrostáticas. La teoría de Debye-Hückel se basaba en la suposición de que cada ion estaba rodeado por una "nube" esférica o atmósfera iónica formada por iones de la carga opuesta. Se derivaron expresiones para la variación de los coeficientes de actividad de un solo ion en función de la fuerza iónica. Esta teoría fue muy exitosa para soluciones diluidas de electrolitos 1:1 y, como se explica a continuación, las expresiones de Debye-Hückel todavía son válidas en concentraciones suficientemente bajas. Los valores calculados con la teoría de Debye-Hückel divergen cada vez más de los valores observados a medida que aumentan las concentraciones y/o las cargas iónicas.  Además, la teoría de Debye-Hückel no tiene en cuenta las propiedades específicas de los iones, como el tamaño o la forma. 
Brønsted había propuesto independientemente una ecuación empírica,
{\displaystyle \ln {\gamma }=-\alpha m^{1/2}-2\beta m}
{\displaystyle 1-\varphi =(\alpha /3)m^{1/2}+\beta m}
en el que el coeficiente de actividad dependía no solo de la fuerza iónica, sino también de la concentración, m, del ion específico a través del parámetro β. Esta es la base de la teoría SIT. Fue desarrollado por Guggenheim.  Scatchard extendió la teoría para permitir que los coeficientes de interacción varíen con la fuerza iónica. Tenga en cuenta que la segunda forma de la ecuación de Brønsted es una expresión para el coeficiente osmótico. La medición de los coeficientes osmóticos proporciona un medio para determinar los coeficientes de la actividad media.

## Los parámetros de Pitzer
La exposición comienza con una expansión virial del exceso de energía libre de Gibbs
{\displaystyle {\frac {G^{ex}}{W_{w}RT}}=f(I)+\sum _{i}\sum _{j}b_{i}b_{j}\lambda _{ij}(I)+\sum _{i}\sum _{j}\sum _{k}b_{i}b_{j}b_{k}\mu _{ijk}+\cdots }
W w es la masa del agua en kilogramos, bi , bj ... son las molalidades de los iones y I es la fuerza iónica. El primer término, f(I) representa la ley limitante de Debye-Hückel.  Las cantidades λij (I) representan las interacciones de corto alcance en presencia de solvente entre las partículas de soluto i y j . Este parámetro de interacción binario o segundo coeficiente virial depende de la fuerza iónica, de las especies particulares i y j, y de la temperatura y presión.  Las cantidades μijk representan las interacciones entre tres partículas. Los términos superiores también pueden ser incluidos en la expansión virial. 
A continuación, la energía libre se expresa como la suma de los potenciales químicos, o energía parcial parcial libre, 
{\displaystyle G=\sum _{i}\mu _{i}\cdot N_{i}=\sum _{i}\left(\mu _{i}^{0}+RT\ln b_{i}\gamma _{i}\right)\cdot N_{i}}
y se obtiene una expresión para el coeficiente de actividad al diferenciar la expansión virial con respecto a una molalidad b. 
{\displaystyle \ln \gamma _{i}={\frac {\partial ({\frac {G^{ex}}{W_{w}RT}})}{\partial b_{i}}}={\frac {z_{i}^{2}}{2}}f'+2\sum _{j}\lambda _{ij}b_{j}+{\frac {z_{i}^{2}}{2}}\sum _{j}\sum _{k}\lambda '_{jk}b_{j}b_{k}+3\sum _{j}\sum _{k}\mu _{ijk}b_{j}b_{k}+\cdots }
{\displaystyle \phi -1=\left(\sum _{i}b_{i}\right)^{-1}\left[If'-f+\sum _{i}\sum _{j}\left(\lambda _{ij}+I\lambda '_{ij}\right)b_{i}b_{j}+2\sum _{i}\sum _{j}\sum _{k}\mu _{ijk}b_{i}b_{j}b_{k}+\cdots \right]}
Para un electrolito simple Mp Xq, a una concentración m , compuesto de iones Mz+ y Xz- , los parámetros  {\displaystyle f^{\phi }}, {\displaystyle B_{MX}^{\phi }}y  {\displaystyle C_{MX}^{\phi }}se definen como 
{\displaystyle f^{\phi }={\frac {f'-{\frac {f}{I}}}{2}}}
{\displaystyle B_{MX}^{\phi }=\lambda _{MX}+I\lambda '_{MX}+\left({\frac {p}{2q}}\right)\left(\lambda _{MM}+I\lambda '_{MM}\right)+\left({\frac {q}{2p}}\right)\left(\lambda _{XX}+I\lambda '_{XX}\right)}
{\displaystyle C_{MX}^{\phi }=\left[{\frac {3}{\sqrt {pq}}}\right]\left(p\mu _{MMX}+q\mu _{MXX}\right).}
El término fφ es esencialmente el término Debye-Hückel.  Términos que involucran {\displaystyle \mu _{XXX}}no se incluyen ya que es improbable que ocurran interacciones entre tres iones de la misma carga, excepto en soluciones muy concentradas. 
Se encontró empíricamente que el parámetro B muestra una dependencia de la fuerza iónica (en ausencia de par de iones) que podría expresarse como 
{\displaystyle B_{MX}^{\phi }=\beta _{MX}^{(0)}+\beta _{MX}^{(1)}e^{-\alpha {\sqrt {I}}}.}
Con estas definiciones, la expresión del coeficiente osmótico se convierte en 
{\displaystyle \phi -1=|z^{+}z^{-}|f^{\phi }+b\left({\frac {2pq}{p+q}}\right)B_{MX}^{\phi }+m^{2}\left[2{\frac {(pq)^{3/2}}{p+q}}\right]C_{MX}^{\phi }.}
Se obtiene una expresión similar para el coeficiente de actividad media. 
{\displaystyle \ln \gamma _{\pm }={\frac {p\ln \gamma _{M}+q\ln \gamma _{X}}{p+q}}}
{\displaystyle \ln \gamma _{\pm }=|z^{+}z^{-}|f^{\gamma }+m\left({\frac {2pq}{p+q}}\right)B_{MX}^{\gamma }+m^{2}\left[2{\frac {(pq)^{3/2}}{p+q}}\right]C_{MX}^{\gamma }}
Estas ecuaciones se aplicaron a una amplia gama de datos experimentales a 25 °C con excelente acuerdo a unos 6 mol kg−1 para varios tipos de electrolito.  El tratamiento puede extenderse a electrolitos mixtos e incluir equilibrios de asociación.  Los valores para los parámetros β(0), β(1) y C para ácidos inorgánicos y orgánicos, bases y sales han sido tabulados. La variación de temperatura y presión también se discute. 
Un área de aplicación de los parámetros de Pitzer es describir la variación de la fuerza iónica de las constantes de equilibrio medidas como cocientes de concentración.  Los parámetros SIT y Pitzer se han utilizado en este contexto. Por ejemplo, ambos conjuntos de parámetros se calcularon para algunos complejos de uranio y se encontró que explican igualmente la dependencia de la fuerza iónica de las constantes de estabilidad.
Los parámetros de Pitzer y la teoría SIT se han comparado ampliamente. Hay más parámetros en las ecuaciones de Pitzer que en las ecuaciones SIT. Debido a esto, las ecuaciones de Pitzer proporcionan un modelado más preciso de los datos del coeficiente de actividad media y las constantes de equilibrio.  Sin embargo, la determinación del mayor número de parámetros de Pitzer significa que son más difíciles de determinar.

## Recopilación de parámetros de Pitzer
Además del conjunto de parámetros obtenidos por Pitzer et al. En la década de 1970 mencionada en la sección anterior. Kim y Frederick publicaron los parámetros de Pitzer para 304 sales únicas en soluciones acuosas a 298.15 K, extendieron el modelo al rango de concentración hasta el punto de saturación. Esos parámetros se utilizan ampliamente, sin embargo, muchos electrolitos complejos, incluidos los que tienen aniones orgánicos o cationes, que son muy importantes en algunos campos relacionados, no se resumieron en su artículo. 
Para algunos electrolitos complejos, Ge et al. obtuvo el nuevo conjunto de parámetros de Pitzer utilizando datos de coeficientes osmóticos o coeficientes de actividad actualizados o medidos críticamente. 

## Un modelo TCPC comparable
Además de las conocidas ecuaciones de tipo Pitzer, hay un modelo semi-empírico simple y fácil de usar, que se denomina modelo de correlación de tres parámetros (TCPC). Fue propuesto por primera vez por Lin et al. Es una combinación de la interacción de largo alcance de Pitzer y el efecto de solvatación de corto alcance: 
ln γ = ln γPDH + ln γSV
Ge et al. modificó este modelo y obtuvo los parámetros TCPC para un mayor número de soluciones acuosas de sal única.  Este modelo también se extendió para una serie de electrolitos disueltos en metanol, etanol, 2-propanol, etc.  También se compilaron los parámetros dependientes de la temperatura para varias sales comunes comunes.
El rendimiento del modelo TCPC en correlación con el coeficiente de actividad medido o los coeficientes osmóticos se considera comparable con los modelos similares a Pitzer. 